# 바쿨리테스
바쿨리테스(Baculites)는 백악기 후기부터 팔레오기 초기까지 생존했던 직선형 껍질을 가진 이형 암모나이트 두족류의 멸종된 속이다. 장 밥티스트 라마르크가 1799년 명명했다.

## 특징

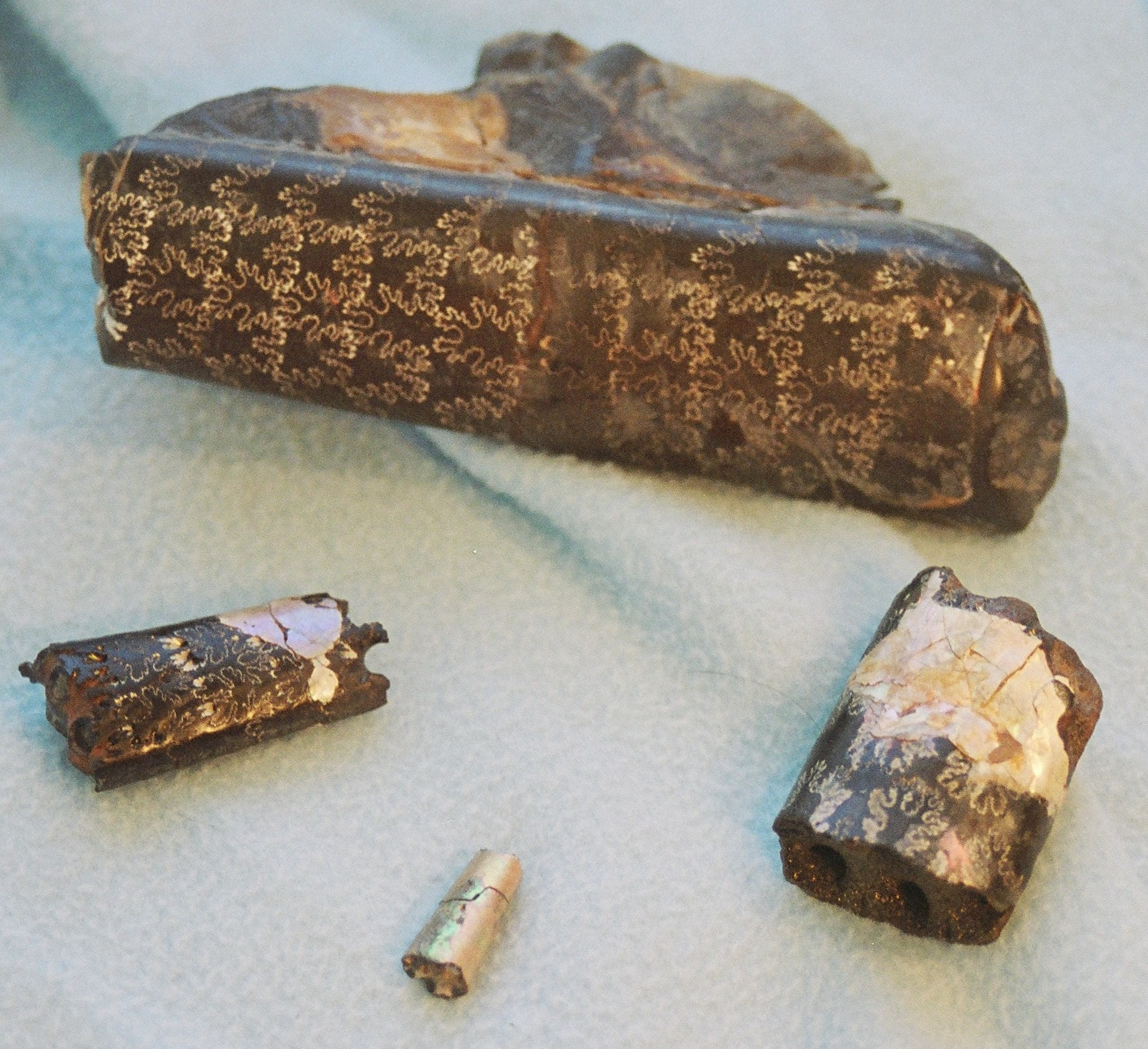
바쿨리테스의 표본 조각

바쿨리테스의 껍질은 일반적으로 직선이며, 부드럽거나 물결 모양의 줄무늬 또는 일반적으로 등-복부 앞쪽으로 기울어지는 갈비뼈가 있었다고 추정한다. 조리개도 마찬가지로 앞쪽으로 기울어져 있으며 구불구불한 여백을 갖고 있다. 껍질의 끝에서 발견되는 부분은 1~2개의 소용돌이 모양으로 감겨 있으며 직경이 약 1 센티미터 (0.39 in)로 아주 미세한 것으로 묘사된다. 성체의 크기는 대략 7 센티미터 (2.8 in)(Baculites larsoni)에서 최대 2 미터 (6.6 ft)까지 다양했다.
다른 암모나이트들과 마찬가지로 껍질은 일련의 카메라 또는 방으로 구성되어 있으며, 이 방은 가스 함량과 부력을 동일한 방식으로 조절할 수 있는 시푼클이라는 좁은 관으로 연결되어 있다.

## 생태
주로 바다의 바닥 부분이나 표면에 너무 가깝지 않은 물기둥의 중간 부분에 서식하는 것으로 추정된다. 일부 암석 퇴적물에서는 바쿨리테스가 흔히 발견되며, 주로 떼를 지어 살았던 것으로 생각된다. 그러나 이들은 다른 멸종된 직선형 두족류처럼 화석으로 암석을 형성할 정도로 그 규모가 큰 것은 아닌 것으로 알려져 있다.